# Vînișok, Kamin-Kașîrskîi
Vînișok (în ucraineană Винішок) este un sat în comuna Pnivne din raionul Kamin-Kașîrskîi, regiunea Volînia, Ucraina.

## Demografie
Componența lingvistică a localității Vînișok
     Ucraineană (100%)
Conform recensământului din 2001, toată populația localității Vînișok era vorbitoare de ucraineană (100%).